# Jesenice u Prahy
Jesenice  (deutsch Jessenitz) ist eine Stadt im Okres Praha-západ, Tschechien am südlichen Stadtrand Prags.

## Geographie
Jesenice liegt auf der Prager Hochfläche (Pražská plošina) am Bach Jesenický potok. Durch den Ortsteil Kocanda fließt der Botič. Südlich und westlich wird die Stadt von der Dálnice 0 umfahren.

## Geschichte
Die erste schriftliche Erwähnung erfolgte im Jahre 1088 in einer Urkunde des Kollegiatkapitels auf dem Vyšehrad in der König Vratislav II. der Propstei Vyšehrad fünf Höfe und vier Töpferei in Jesenice überließ. Ab 1307 gehörte das Dorf zu den Prager Bistumsgütern, später wurde es ein Besitztum der Prager Stephanskirche. 1419 versammelten sich südöstlich von Jesenice auf dem Hügel Na Křížkách (Mandava) eine große Menge Hussiten.
Nachdem Jan Kopidlanský von Kopidlno 1506 wegen der Tötung des Johann Zucker von Tamfeld auf dem Prager Jahrmarkt durch die Stadt Prag zum Tode verurteilt worden war, schwur dessen Bruder Jiří Kopidlanský der Stadt wegen der unrechtmäßigen Verurteilung eines Herrn aus den Adelsstand durch ein bürgerliches Gericht Rache. Während seiner Fehdezüge gegen die Stadt brannte Jiří Kopidlanský 1508 Jesenice nieder. 1571 wurde in Jesenice eine Ausspanne der Postverbindung von Prag nach Wien eingerichtet. Der Prager Erzbischof Johann Moritz Gustav von Manderscheid-Blankenheim erwarb das Gut 1759 für das Erzbistum zurück und schlug es der Bistumsherrschaft Dolní Břežany zu.
Im Jahre 1843 bestand Jessenitz bzw. Gesenice aus 58 Häusern mit 397 Einwohnern, darunter zwei protestantischen Familien. Im Ort gab es einen obrigkeitlichen Meierhof sowie ein Post- und Wirtshaus. Pfarrort war Unter-Girčan (Dolní Jirčany). Bis zur Mitte des 19. Jahrhunderts blieb Jesenice der Herrschaft Dolní Břežany untertänig.
Nach der Aufhebung der Patrimonialherrschaften bildete Jesenice ab 1850 eine Gemeinde im Gerichtsbezirk Eule. Ab 1869 gehörte die Gemeinde zum Bezirk Karolinenthal, ab 1878 zum Bezirk Königliche Weinberge und ab 1921 zum Okres Jílové.
1879 wurde das Schulgebäude eingeweiht. Die Schule wurde 1893 um zwei Abteilungen einer fortführenden Gewerbeschule erweitert.
1950 wurde die Gemeinde dem Okres Praha-východ zugeordnet, seit 1961 gehört sie zum Okres Praha-západ. Im Jahre 2015 wurde Jesenice zur Stadt erhoben.

## Stadtgliederung
Sie besteht aus den Ortsteilen Horní Jirčany, Jesenice, Osnice und Zdiměřice. Grundsiedlungseinheiten sind Drazdy (Drast), Horní Jirčany, Jesenice, Jesenice-u Zdiměřic, Kocanda, Na Vrbici, Nad Kocandou, Osnice, U Obory, Za Rozkoší und Zdiměřice.
Das Gemeindegebiet gliedert sich in die Katastralbezirke Horní Jirčany, Jesenice u Prahy, Osnice und Zdiměřice u Prahy.

## Sehenswürdigkeiten
- Gehöft Nr. 37 in Jesenice
- Kapelle des hl. Prokop in Jesenice
- Kapelle der Jungfrau Maria bei Zdiměřice
- "Pyramide" an der Straße von Jesenice nach Horní Jirčany; der barocke dreiseitige Obelisk erinnert an den Unfalltod der Ehefrau des Prager Burggrafen, Maximiliana Alsterle von Astfeld, geb. Kurzbach von Trachenberg und Militsch, am 22. Dezember 1706

## Persönlichkeiten
- Jan z Jesenice († um 1420), hussitischer Geistlicher, Jurist und Freund von Jan Hus